# Кадия и язаджия
Кадия и язаджия е български народен обичай, пролетна забава, която се играе най-често на третия ден на Великден. С нея се слага край на всички други забави през деня и през великденските празници в селата в Санданско.
Момите се разделят на две групи, от които в едната стои кадията и язаджията му, а в другата баща и майка с многобройна челяд. Група от 2 или 3 моми тръгва с песни откъм кадията и отива към бащата и майката. Децата се преструват на куци и куцукайки достигат до кадията. Песните се повтарят още веднъж като групата на майката отказва, а другия път дава по две деца, докато даде всички. Най-накрая отиват двете моми, представляващи майката и бащата, а кадията ги съди: какви деца са му изпратили – едни са куци, а други изгорени. Бащата отговаря, че бил на оран. Майката занесла храна на бащата, а на огъня се варил боб. Лакомите деца вадили боб с ръце, та се изгорили. На тавана имало орехи, качвали се и изпадали, та си счупили краката. Кадията ги напада, а всички деца викат: „Така ли сте ни гледали?“, подиграват ги и събират дребни камъчета, с тях замерят по бащата и майката, които бягат.